# James Hager
James Hager (* 29. Januar 1941 in Los Angeles, Kalifornien; † 8. Februar 2002 in Beverly Hills) war ein US-amerikanischer Filmproduzent, der 1976 mit einem Oscar ausgezeichnet wurde.

## Berufliches
Hager machte im Filmbereich erstmals 1967 als ausführender Produzent der beiden Italowestern Ein Dollar zwischen den Zähnen und Western Jack von Vance Lewis mit jeweils Tony Anthony in der Hauptrolle auf sich aufmerksam.
Gemeinsam mit F. R. Crawley und Dale Hartleben produzierte Hager den 1975 erschienenen kanadisch-japanischen Dokumentarfilm Schußfahrt vom Mount Everest (The Man Who Skied Down Everest) über den Alpinisten Yūichirō Miura, der 1970 den Mount Everest mit Skiern hinunterfuhr. Die drei Männer wurden für diese Arbeit mit dem Oscar belohnt.
Über Hagers Werdegang und Karriere vor 1967 respektive nach 1975 ist nichts bekannt. Hager starb 2002 im Alter von 61 Jahren an den Folgen einer Herzinsuffizienz.

## Filmografie (Auswahl)
- 1967: Ein Dollar zwischen den Zähnen (Un dollaro tra i denti; ausführender Produzent)
- 1967: Western Jack (Un uomo, un cavallo, una pistola; ausführender Produzent)
- 1975: Schußfahrt vom Mount Everest (The Man Who Skied Down Everest, Co-Produzent)

## Auszeichnung
- Academy Awards 1976: Ausgezeichnet mit dem Oscar in der Kategorie „Bester Dokumentarfilm“ für und mit Schußfahrt vom Mount Everest
– gemeinsam mit F. R. Crawley und Dale Hartleben